# Десаг
Десаг (рум. Desag) — село у повіті Харгіта в Румунії. Входить до складу комуни Зетя.
Село розташоване на відстані 228 км на північ від Бухареста, 27 км на захід від М'єркуря-Чука, 147 км на схід від Клуж-Напоки, 88 км на північ від Брашова.

## Населення
За даними перепису населення 2002 року у селі проживали 27 осіб, усі — угорці. Усі жителі села рідною мовою назвали угорську.